# Gara Durrës
Gara Durrës (în albaneză Stacioni hekurudhor i Durrësit) este principala gară care deservește Durrës, al doilea cel mai mare oraș din Albania.
Gara este un nod important al rețelei Căilor Ferate Albaneze și este conectată feroviar cu alte orașe din Albania, inclusiv cu capitala Tirana, cu Vlorë, Elbasan și Shkodër. Clădirea este situată în centrul orașului, în apropierea Portului Durrës. Gara a fost deschisă pe 7 noiembrie 1947, odată cu inaugurarea liniei de cale ferată de la Durrës la Peqin, prima cale ferată cu ecartament normal din Albania.